# Neoplan
Neoplan er en tysk busfabrikant, som indgår i Neoman-koncernen.
Busserne har meget til fælles med søstermærket MAN SE og andre tyske mærker som f.eks. Mercedes-Benz, herunder motorer og flere andre komponenter.
Busserne er blevet mere og mere identiske med MAN SE's tilsvarende modeller, eftersom Neoplan i Neoman-koncernen er blevet slået sammen med MAN SE. Lavgulvsbusser som Neoplan Centroliner bygger på MAN Lion's City, den eneste forskel er front- og bagpartiet, og at MAN SE har hvide paneler og Neoplan mørkeblå.
Til forskel fra andre tyske fabrikanter har Neoplan tidligere udelukkende benyttet deres egne karrosserier til busserne, hvor MAN SE og Mercedes-Benz ud over deres egne karrosserier også benyttede karrosserier fra bl.a. Van Hool og Carrus. I dag er Neoplans karrosserier identiske med MAN SE's.

## Aktuelle modeller
- Airliner
- Centroliner
- Cityliner
- Electroliner
- Skyliner
- Starliner
- Tourliner
- Trendliner